# Nina FM

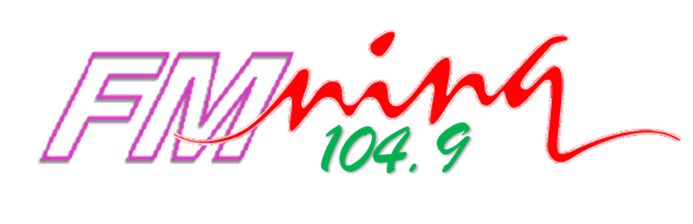
logo da rádio

Nina era uma estação de rádio sitonizada na 104.9 MHz do tipo FM, em Santiago, no Chile. Focada no princípio, na música romântica para logo dar passos a sons tropicais e latinos. Foi uma das primeiras emissoras que programou este tipo de música no tipo FM.
No fim do ano 2006, anunciou-se sua compra por parte do Grupo Dial, controlado por COPESA. E assim, ao meio-dia de 29 de dezembro de 2006, Nina deixa de transmitir junto a suas radioemissoras irmãs: Sintonía e Metropolitana, passando a charma-se Cariño FM.